# Eduardo Lima (wenezuelski piłkarz)
Eduardo Luis Lima Prado (ur. 9 października 1992) – wenezuelski piłkarz grający na pozycji bramkarza. Obecnie reprezentuje barw Monagasu Maturín. Wystąpił w reprezentacji Wenezueli U-20.